# Nina Lola Bachhuber
Nina Lola Bachhuber (nascida em 1971) é uma artista contemporânea alemã que trabalha com escultura, instalação e desenho.
Nina Lola Bachhuber nasceu em Munique, na Alemanha, e obteve o seu mestrado em Belas Artes na Hochschule für bildende Künste Hamburgo. Bachhuber exibiu o seu trabalho amplamente, por exemplo, no UCLA Hammer Museum, UCLA Hammer Museum, The Drawing Center, PS1 Contemporary Art Center, Sculpture Center, Metro Pictures e Mary Boone Galleries em Nova York, The Moore Space em Miami, Von der Heydt-Museum, Wuppertal, Alemanha, Gallery Min Min em Tóquio e Städtische Galerie im ZKM, Karlsruhe, Alemanha.
O seu trabalho encontra-se na colecção do Museu de Arte Moderna de Nova York.